# Wijken en buurten in Someren
De Nederlandse gemeente Someren is voor statistische doeleinden onderverdeeld in wijken en buurten. De gemeente is verdeeld in de volgende statistische wijken:
- Wijk 00 Someren (CBS-wijkcode:084700)
- Wijk 01 Lierop (CBS-wijkcode:084701)
- Wijk 02 Someren-Eind (CBS-wijkcode:084702)
- Wijk 03 Somerense Heide (CBS-wijkcode:084703)
- Wijk 09 (CBS-wijkcode:084709)

Een statistische wijk kan bestaan uit meerdere buurten. Onderstaande tabel geeft de buurtindeling met kentallen volgens het Centraal Bureau voor de Statistiek (2020):
| CBS-buurtcode | Buurtnaam                         | Inwonertal | Opp. totaal (ha) | Opp. land (ha) | Ligging                |
| ------------- | --------------------------------- | ---------- | ---------------- | -------------- | ---------------------- |
| BU08470000    | Someren                           | 11085      | 425              | 425            | Locatie in de gemeente |
| BU08470008    | Verspreide huizen Hoeven          | 455        | 559              | 559            | Locatie in de gemeente |
| BU08470009    | Verspreide huizen Slieven         | 745        | 768              | 752            | Locatie in de gemeente |
| BU08470100    | Lierop                            | 1450       | 152              | 150            | Locatie in de gemeente |
| BU08470108    | Verspreide huizen Meerven         | 375        | 1034             | 982            | Locatie in de gemeente |
| BU08470109    | Verspreide huizen Hersel          | 340        | 972              | 959            | Locatie in de gemeente |
| BU08470200    | Someren-Eind                      | 2715       | 344              | 334            | Locatie in de gemeente |
| BU08470208    | Verspreide huizen Sluis 12-13     | 145        | 470              | 479            | Locatie in de gemeente |
| BU08470209    | Verspreide huizen Diepenhoek      | 540        | 939              | 938            | Locatie in de gemeente |
| BU08470300    | Somerense Heide                   | 695        | 48               | 48             | Locatie in de gemeente |
| BU08470309    | Verspreide huizen Somerense Heide | 725        | 2289             | 2273           | Locatie in de gemeente |
| BU08470909    | Verspreide huizen Lungendonk      | 75         | 138              | 138            | Locatie in de gemeente |